# Ramaria grandipes
Ramaria grandipes är en svampart som beskrevs av Schild & R.H. Petersen 1980. Ramaria grandipes ingår i släktet Ramaria och familjen Gomphaceae.   Inga underarter finns listade i Catalogue of Life.